# Belkıs Zehra Kaya
Belkıs Zehra Kaya (née le 8 mars 1984) est une judokate turque évoluant dans les plus de 78 kilos.

## Palmarès

### Compétitions internationales
| Année | Compétition           | Lieu         | Résultat | Catégorie     |
| ----- | --------------------- | ------------ | -------- | ------------- |
| 2012  | Championnats d'Europe | Tcheliabinsk | 3e       | Plus de 78 kg |
| 2013  | Championnats d'Europe | Budapest     | 3e       | Plus de 78 kg |
| 2015  | Jeux européens        | Bakou        | 3e       | Plus de 78 kg |
| 2016  | Championnats d'Europe | Kazan        | 3e       | Plus de 78 kg |

### Tournois Grand Chelem et Grand Prix
| Année | Compétition           | Lieu      | Résultat | Catégorie     |
| ----- | --------------------- | --------- | -------- | ------------- |
| 2010  | Grand Prix Rotterdam  | Rotterdam | 3e       | Plus de 78 kg |
| 2010  | Grand Prix Abu Dhabi  | Abu Dhabi | 2e       | Plus de 78 kg |
| 2013  | Grand Prix Samsun     | Samsun    | 1re      | Plus de 78 kg |
| 2013  | Grand Chelem de Bakou | Bakou     | 2e       | Plus de 78 kg |
| 2015  | Grand Prix Zagreb     | Zagreb    | 1re      | Plus de 78 kg |
| 2015  | Grand Chelem de Bakou | Bakou     | 3e       | Plus de 78 kg |
| 2015  | Grand Prix de Jeju    | Jeju      | 2e       | Plus de 78 kg |